# Юкамс Іван Якович
Іван Якович Юкамс (1891, Ерземеська волость Валкського повіту Ліфляндської губернії, тепер Латвія — розстріляний 2 квітня 1938, місто Москва, Російська Федерація) — радянський діяч, військовий політпрацівник, дивізійний комісар. Кандидат у члени Центральної Контрольної Комісії КП(б)У в грудні 1925 — листопаді 1927 р.

## Біографія
Народився в жовтні 1891 року в родині кучера поміщика. Закінчив три класи приходської школи. У 1907—1913 роках працював на лісорозробках і сплаві лісу, був учнем електромонтера, наймитом.
У 1913 році призваний на російський імператорський флот, служив у 1-му флотському екіпажі в місті Кронштадті. У 1914 році закінчив школу гальванерів. Член РСДРП(б) з березня 1914 року.
Учасник Першої світової війни. Служив на Балтійському флоту гальванером на лінкорі «Імператор Павло I». Після Лютневої революції 1917 року був обраний членом суднового комітету і Гельсінгфорської ради, головою її латиської секції. У 1917 році брав участь у боях проти військ генерала Корнілова у складі 1-го зведеного Петроградського загону моряків Балтійського флоту. Останній чин у старій армії — матрос.
У 1918 році знаходився на нелегальній партійній роботі в Латвії. Осінню 1918 року обраний членом Валкської Ради і її виконавчого комітету, секретарем Смільтенского районного комітету Комуністичної партії Латвії.
З травня 1919 року — по партійній мобілізації в Червоній армії. Учасник громадянської війни в Росії. Воював на Західному фронті. Служив стрільцем в Особливому полку 15-ї армії РСЧА. Там же був обраний секретарем ротного осередку РКП(б), а потім колективу РКП(б) полку. З серпня 1919 року — військовий комісар Двінського фортечного батальйону. З листопада 1919 року — військовий комісар 3-ї бригади 4-ї стрілецької дивізії РСЧА. Потім перебував на відповідальних посадах політичного складу в з'єднаннях РККА.
У серпні 1921 року був демобілізований з Червоної армії і направлений на підпільну партійну роботу в місто Ригу (Латвійська Республіка). У травні 1922 року був заарештований латвійською поліцією, але в грудні того ж року обміняний радянським урядом. Після приїзду в Москву був призначений на роботу в Нафтосиндикат, де був секретарем осередку РКП(б) Ленінських складів, працював у ревізійній комісії місцевкома і кооперативу.
З вересня 1923 року — знову в Червоній армії: військовий комісар 30-ї Іркутської стрілецької дивізії РСЧА. У 1924—1925 роках — помічник військового комісара 23-ї Харківської стрілецької дивізії, військовий комісар 99-ї стрілецької дивізії РСЧА. У листопаді 1925 — 1927 р. — помічник командира 8-го стрілецького корпусу Українського військового округу з політичної частини.
У 1927—1928 роках — слухач Курсів удосконалення вищого політичного складу при Військово-політичній академії імені Толмачова.
З липня 1928 року — помічник командира 2-го стрілецького корпусу з політичної частини. З травня 1930 року — військовий комісар і начальник політичного відділу механізованої бригади Московського військового округу. З листопада 1930 року — відповідальний секретар окружної партійної комісії Московського військового округу. Був членом партійної комісії при Політичному управлінні РСЧА.
До жовтня 1937 року — військовий комісар Науково-дослідного інституту інженерної техніки РСЧА. У жовтні 1937 року звільнений в запас.
31 жовтня 1937 року заарештований органами НКВС. Військовою колегією Верховного суду СРСР 2 квітня 1938 року засуджений до страти і того ж дня розстріляний. Посмертно реабілітований 26 травня 1956 року.

## Звання
- дивізійний комісар (2.01.1936)